# Taça de Portugal 2019/20
De Taça de Portugal 2019-20 is de 80ste editie van de  Taça de Portugal, een voetbaltoernooi voor clubteams uit Portugal. Het toernooi begon op 1 september 2019 met de wedstrijden in de 1e ronde en zou in eerste instantie eindigen met de finale op 24 mei 2020. Door de gevolgen van de uitbraak van COVID-19 werd de finale verplaatst naar 1 augustus 2020. Sporting Lissabon was de titelhouder maar werd deze editie van het bekertornooi voortijdig uitgeschakeld door FC Alverca in de derde ronde.

## Kwartfinales
|                       |                        |     |             |                                                             |
| 14 januari 2020 18:00 | Porto (I)              | 2–1 | (II) Varzim | Stadion: Estádio do Dragão, Porto Scheidsrechter: Rui Costa |
| 14 januari 2020 18:00 | Soares 28' Marcano 41' |     | Hugo 36'    | Stadion: Estádio do Dragão, Porto Scheidsrechter: Rui Costa |
| 14 januari 2020 18:00 |                        |     |             | Stadion: Estádio do Dragão, Porto Scheidsrechter: Rui Costa |
| 14 januari 2020 18:00 |                        |     |             | Stadion: Estádio do Dragão, Porto Scheidsrechter: Rui Costa |
|                       |                        |     |             |                                                             |

|                       |                              |            |                      |                                                                     |
| 14 januari 2020 21:00 | Benfica (I)                  | 3–2 (n.v.) | (I) Rio Ave          | Stadion: Estádio da Luz, Lissabon Scheidsrechter: Artur Soares Dias |
| 14 januari 2020 21:00 | Cervi 13' Seferović 64', 71' |            | Piazon 4' Taremi 30' | Stadion: Estádio da Luz, Lissabon Scheidsrechter: Artur Soares Dias |
| 14 januari 2020 21:00 |                              |            |                      | Stadion: Estádio da Luz, Lissabon Scheidsrechter: Artur Soares Dias |
| 14 januari 2020 21:00 |                              |            |                      | Stadion: Estádio da Luz, Lissabon Scheidsrechter: Artur Soares Dias |
|                       |                              |            |                      |                                                                     |

|                       |                       |               |               |                                                                               |
| 15 januari 2020 20:00 | Paços de Ferreira (I) | 0–1           | (I) Famalicão | Stadion: Estádio da Mata Real, Paços de Ferreira Scheidsrechter: Luís Godinho |
| 15 januari 2020 20:00 |                       | Gonçalves 81' |               | Stadion: Estádio da Mata Real, Paços de Ferreira Scheidsrechter: Luís Godinho |
| 15 januari 2020 20:00 |                       |               |               | Stadion: Estádio da Mata Real, Paços de Ferreira Scheidsrechter: Luís Godinho |
| 15 januari 2020 20:00 |                       |               |               | Stadion: Estádio da Mata Real, Paços de Ferreira Scheidsrechter: Luís Godinho |
|                       |                       |               |               |                                                                               |

|                       |                         |     |                   |                                                                    |
| 16 januari 2020 20:00 | Académico de Viseu (II) | 1–0 | (CP) Canelas 2010 | Stadion: Estádio do Fontelo, Viseu Scheidsrechter: Hélder Malheiro |
| 16 januari 2020 20:00 | Carter 90+1'            |     |                   | Stadion: Estádio do Fontelo, Viseu Scheidsrechter: Hélder Malheiro |
| 16 januari 2020 20:00 |                         |     |                   | Stadion: Estádio do Fontelo, Viseu Scheidsrechter: Hélder Malheiro |
| 16 januari 2020 20:00 |                         |     |                   | Stadion: Estádio do Fontelo, Viseu Scheidsrechter: Hélder Malheiro |
|                       |                         |     |                   |                                                                    |

## Halve finales
|                       |                         |     |              |                                                         |
| 4 februari 2020 20:45 | Académico de Viseu (II) | 1–1 | (I) Porto    | Estádio do Fontelo, Viseu Scheidsrechter: João Pinheiro |
| 4 februari 2020 20:45 | João Mário 71'          |     | Zé Luís 59.' | Estádio do Fontelo, Viseu Scheidsrechter: João Pinheiro |

|                        |                                            |     |                         |                                                          |
| 12 februari 2020 20:45 | Porto (I)                                  | 3–0 | (II) Académico de Viseu | Estádio do Dragão, Porto Scheidsrechter: Manuel Oliveira |
| 12 februari 2020 20:45 | Telles 19' (pen.) Zé Luís 64' Oliveira 72' |     |                         | Estádio do Dragão, Porto Scheidsrechter: Manuel Oliveira |

Porto wint met 4-1 over 2 wedstrijden.
|                       |                                          |     |                            |                                                      |
| 4 februari 2020 19:15 | Benfica (I)                              | 3–2 | (I) Famalicão              | Estádio da Luz, Lissabon Scheidsrechter: Hugo Miguel |
| 4 februari 2020 19:15 | Pizzi 53' (pen.) Silva 78' Gabriel 90+5' |     | Gonçalves 60' Martínez 73' | Estádio da Luz, Lissabon Scheidsrechter: Hugo Miguel |

|                        |               |     |             |                                                                                   |
| 11 februari 2020 20:45 | Famalicão (I) | 1–1 | (I) Benfica | Estádio Municipal 22 de Junho, Vila Nova de Famalicão Scheidsrechter: Jorge Sousa |
| 11 februari 2020 20:45 | Martínez 78'  |     | Pizzi 24'   | Estádio Municipal 22 de Junho, Vila Nova de Famalicão Scheidsrechter: Jorge Sousa |

Benfica wint met 4-3 over 2 wedstrijden.

## Finale
|                                               |                     |     |                 |                                                                                      |
| 1 augustus 2020 20:45 Finale Taça de Portugal | Benfica             | 1-2 | Porto           | Estádio Cidade de Coimbra, Coimbra Toeschouwers: 0 Scheidsrechter: Artur Soares Dias |
| 1 augustus 2020 20:45 Finale Taça de Portugal | Vinícius 84' (pen.) |     | Mbemba 47', 58' | Estádio Cidade de Coimbra, Coimbra Toeschouwers: 0 Scheidsrechter: Artur Soares Dias |